# Fraccionamiento Rinconada los Pirules
Fraccionamiento Rinconada los Pirules är en ort i Mexiko.   Den ligger i kommunen Morelia och delstaten Michoacán de Ocampo, i den södra delen av landet, 210 km väster om huvudstaden Mexico City. Fraccionamiento Rinconada los Pirules ligger 2 006 meter över havet och antalet invånare är 105.
Terrängen runt Fraccionamiento Rinconada los Pirules är huvudsakligen kuperad, men norrut är den platt. Terrängen runt Fraccionamiento Rinconada los Pirules sluttar norrut. Runt Fraccionamiento Rinconada los Pirules är det ganska tätbefolkat, med 124 invånare per kvadratkilometer. Närmaste större samhälle är Morelia, 7,7 km väster om Fraccionamiento Rinconada los Pirules. I omgivningarna runt Fraccionamiento Rinconada los Pirules växer huvudsakligen savannskog.